# Tomasina Morosini
Tomasina Morosini (Venezia, 1250 – Óbuda, 1300) è stata regina d'Ungheria.

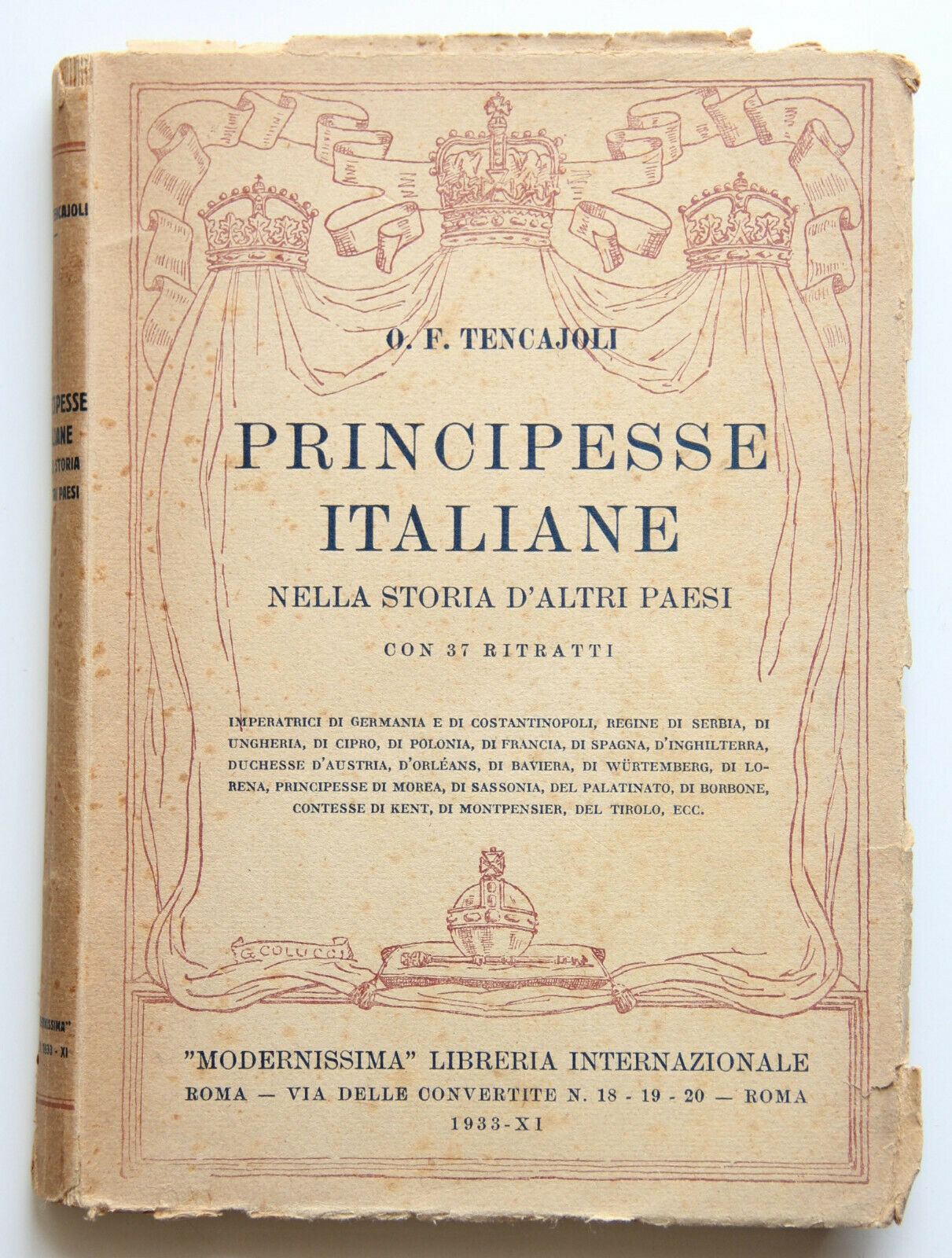
Oreste Ferdinando Tencajoli, Principesse Italiane nella storia d'altri paesi, 1933

Discendente da una nobile famiglia patrizia veneziana, i Morosini, figlia di Andrea Morosini e Agnese Cornaro. Tomasina Morosini fu regina d'Ungheria avendo sposato Stefano il postumo, figlio del re Andrea II d'Ungheria. Dal loro matrimonio nacque l'ultimo esponente degli Arpadi, re Andrea III d'Ungheria.